# Marshall-Versuch
Der Marshall-Versuch ist ein Prüfverfahren nach DIN 1996-11 und dient zur Untersuchung bzw. Feststellung der Marshall-Stabilität und des Marshall-Fließwertes von Walzasphalt, er wurde von Bruce Marshall 1939 entwickelt. Dazu wird der Marshall-Probekörper in einem Wasserbad auf 60 °C erwärmt und anschließend in die Marshall-Presse eingelegt. Die beiden Druckschalen verformen den Probekörper mit einer Vorschubgeschwindigkeit von 50 mm/min bis zur Zerstörung des Gefüges. 
Im Verlauf des Versuchs wird die aufgebrachte Kraft und die daraus resultierende Verformung aufgezeichnet. Der maximale Wert des Kraftverlaufs wird als Marshall-Stabilität bezeichnet, der zu dieser Kraft gehörige Verformungswert heißt Marshall-Fließwert. Aus dem Verhältnis von Stabilität und Fließwert ergibt sich die Steifigkeit. Die Versuchsergebnisse dienen nicht zur Beurteilung der Standfestigkeit von Walzasphalt, sondern zur Bestimmung des günstigen Bitumengehaltes.